# Villa del Campo
Villa del Campo è un comune spagnolo di 632 abitanti situato nella comunità autonoma dell'Estremadura.